# 国際学部
国際学部（こくさいがくぶ、英: Faculty of International Studies）は、国際学について教育研究するとともに国際人の育成を行う大学の学部である。学際的な学問である国際学のほかに、語学力を高めるための留学プログラムや海外体験プログラムに力を入れているところが多い。
日本では1987年に明治学院大学に設置されたのが初である。

## 国際学部を持つ大学一覧

### 国立大学
- 宇都宮大学

### 公立大学
- 広島市立大学
- 名桜大学（国際学群）

### 私立大学
- 明治学院大学（1986年、日本初の国際学部）
- 文教大学（1990年）
- 敬愛大学（1997年）
- 拓殖大学（2007年）
- 共立女子大学（2007年）
- 関西学院大学（2010年、関西初の国際学部）
- 天理大学（2010年）
- 名古屋商科大学（2013年、東海北陸初の国際学部）
- 大阪学院大学
- 龍谷大学（2014年）
- 新潟国際情報大学（2014年）
- 近畿大学（2016年）
- 大阪経済法科大学（2016年）
- 東洋大学（2017年）
- 昭和女子大学（2017年）
- 麗澤大学（2019年）
- 東京成徳大学（2019年）
- 甲南女子大学（2020年）
- 北海道文教大学（2021年）
- 摂南大学(2022年)
- 東海大学(2022年)
- 東北学院大学(2023年)

## 国際学部関係の学部
- 国際教養学部

　　早稲田大学、国際教養大学、横浜市立大学、千葉大学等
- 国際関係学部

　　立命館大学、静岡県立大学、日本大学等
- 国際社会学部

　　東京外国語大学、長崎県立大学、学習院大学等
- 国際文化学部

　　法政大学、山口県立大学、龍谷大学、東海大学
- 国際文理学部

　　福岡女子大学
- 国際観光学部
- 国際経済学部
- 国際情報学部

　　中央大学、金城学院大学
- 国際経営学部

　　中央大学
- 国際食料情報学部

　　東京農業大学
- 国際政治経済学部
- 国際コミュニケーション学部

　　愛知大学、大阪国際大学、関西国際大学、椙山女学園大学、阪南大学、北陸大学、専修大学
- 国際地域学部

　　新潟県立大学、福井大学、鈴鹿大学、東洋大学　（国際大学 (種別)#国際地域学部も参照。）
- 国際日本学部

　　東京外国語大学、明治大学、神奈川大学
- 国際総合科学部

　　横浜市立大学、山口大学
- 国際人間科学部

　　神戸大学
- 国際環境工学部

　　北九州市立大学
- 国際共生学部

　　関西外国語大学
- 国際交流学部

　　天津外国語大学、大阪観光大学、フェリス女学院大学
- 国際文化交流学部

　　学習院女子大学、公立小松大学
- 国際福祉開発学部

　　日本福祉大学
- 現代国際学部

　　名古屋外国語大学
- シリントーン国際工学部

　　タンマサート大学

## その他国際学関係の教育研究を行う機関
- 防衛大学校
- 防衛医科大学校